# نوکیا ان۹۱
نوکیا ان۹۱ یک‌نمونه از گوشی‌های تلفن همراه سری ان شرکت نوکیا می‌باشد که توسط همین شرکت به بازار عرضه شده‌است.